# هاري ستيفن كيلر
هاري ستيفن كيلر (بالإنجليزية: Harry Stephen Keeler)‏ (3 نوفمبر 1890، شيكاغو في الولايات المتحدة - 22 يناير 1967)؛ روائي أمريكي.